# Kiersztanowo (Grunwald)
Pour les articles homonymes, voir Kiersztanowo.
Kiersztanowo est un village polonais de la voïvodie de Varmie-Mazurie, dans le powiat d'Ostróda.